# Berrow (Worcestershire)
Berrow – wieś w Anglii, w hrabstwie Worcestershire, w dystrykcie Malvern Hills. Leży 22 km na południe od miasta Worcester i 160 km na zachód od Londynu. Miejscowość liczy 236 mieszkańców.